# Tricentra apicata
Tricentra apicata är en fjärilsart som beskrevs av Paul Dognin 1910. Tricentra apicata ingår i släktet Tricentra och familjen mätare. Inga underarter finns listade i Catalogue of Life.